# Dobryń (Ukraina)
Dobryń (ukr. Добринь) – wieś na Ukrainie, w obwodzie żytomierskim, w rejonie korosteńskim, w hromadzie Irszańsk. W 2001 liczyła 420 mieszkańców, spośród których 417 wskazało jako ojczysty język ukraiński, a 3 rosyjski.